# カッレ・ケイツリ
カッレ・ケイツリ（Kalle Keituri、1984年4月25日 - ）は、フィンランド、パイヤト＝ハメ県ラハティ出身のスキージャンプ選手。

## プロフィール
1990年にスキージャンプを始め、
2001-2002シーズンからスキージャンプ・コンチネンタルカップに参戦、デビューした11月17日のクーサモで23位となり、2月23日には2位となった。
ノルディックスキージュニア世界選手権では銅メダルを獲得、
3月1日には地元ラハティでのラハティスキーゲームズでスキージャンプ・ワールドカップにデビューし19位となった。
2009年ノルディックスキー世界選手権代表となり、ノーマルヒル29位、ラージヒル31位、団体6位となった。2010年バンクーバーオリンピックではノーマルヒル22位、団体4位の成績を残した。
スキージャンプ・ワールドカップでは2009年1月31日に札幌で4位となったのが自己最高位である。